# Сплаве (Конінський повіт)
Сплаве (пол. Spławie) — село в Польщі, у гміні Ґоліна Конінського повіту Великопольського воєводства.
Населення — 627 осіб (2011).
У 1975-1998 роках село належало до Конінського воєводства.

## Демографія
Демографічна структура станом на 31 березня 2011 року:
|          | Загалом | Допрацездатний вік | Працездатний вік | Постпрацездатний вік |
| -------- | ------- | ------------------ | ---------------- | -------------------- |
| Чоловіки | 320     | 72                 | 221              | 27                   |
| Жінки    | 307     | 60                 | 179              | 68                   |
| Разом    | 627     | 132                | 400              | 95                   |